# Снаков
Снаков (слч. Snakov) насељено је мјесто са административним статусом сеоске општине (слч. obec) у округу Бардјејов, у Прешовском крају, Словачка Република.

## Становништво
| Година:    | 1994. | 2004.   | 2014.   | 2024.   |
| ---------- | ----- | ------- | ------- | ------- |
| Број људи: | 600   | 655     | 686     | 654     |
| Разлика:   |       | +9,16 % | +4,73 % | -4,66 % |

| Година:    | 2023. | 2024.   |
| ---------- | ----- | ------- |
| Број људи: | 655   | 654     |
| Разлика:   |       | -0,15 % |

Према подацима о броју становника из 2024. године насеље је имало 654 становника.